# Прокоф'єв Володимир Семенович
Володимир Семенович Прокоф'єв (6 квітня 1944 — 26 серпня 1993) — радянський хокеїст, нападник.

## Спортивна кар'єра
Вихованець московських команд «Алмаз» і «Спартак». Виступав за клуби «Спартак» (Москва), «Динамо» (Київ), «Автомобіліст» (Єрмак, Казахська РСР) і «Вагонобудівник» (Рязань). За вісім сезонів у вищій лізі провів понад 150 матчів і забив 54 голи. У сезоні 1961-62 його «Спартак» став чемпіоном СРСР, але відповідно до регламенту проведеня змагань Володими Прокоф'єв залишився без медалі, бо провів замалу кількість ігор.

## Статистика
| Сезон               | Клуб                      | Ліга                | І    | Г  | П  | О  | ШХ |
| ------------------- | ------------------------- | ------------------- | ---- | -- | -- | -- | -- |
| 1961-62             | «Спартак» (Москва)        | вища                | 8    | 1  | 0  | 1  | 0  |
| 1962-63             | «Спартак» (Москва)        | вища                | 9    | 3  | 0  | 3  | 0  |
| 1963-64             | «Спартак» (Москва)        | вища                | -    | 5  |    |    |    |
| 1964-65             | «Спартак» (Москва)        | вища                | 6    | 1  | 1  | 2  | 2  |
| 1965-66             | «Динамо» (Київ)           | вища                | 30   | 7  | 3  | 10 | 12 |
| 1966-67             | «Динамо» (Київ)           | вища                | 42   | 8  | 7  | 15 | 24 |
| 1967-68             | «Динамо» (Київ)           | вища                | 43   | 22 | 9  | 31 | 23 |
| 1968-69             | «Динамо» (Київ)           | вища                | 19   | 7  |    |    |    |
|                     | «Динамо» (Київ)           | перехідна           |      | 9  |    |    |    |
| 1970-71             | «Автомобіліст» (Єрмак)    | третя               |      |    |    |    |    |
| 1971-72             | «Вагонобудівник» (Рязань) | друга               | -    | 27 |    |    |    |
| 1972-73             | «Вагонобудівник» (Рязань) | друга               | -    | 21 |    |    |    |
| 1973-74             | «Вагонобудівник» (Рязань) | друга               | -    | 1  |    |    |    |
| Всього у вищій лізі | Всього у вищій лізі       | Всього у вищій лізі | 157+ | 54 | 20 | 74 | 61 |